# .357 SIG
.357 SIG(9×22mm)是瑞士SIG與美國Federal兩家公司於1994年合作發展出來的中心底火式手槍子彈。

## 研發
.357 SIG外型與尺寸酷似縮口的.40 S&W配上.355英吋的彈頭，不同的是.357 SIG膛壓較.40 S&W高出很多，需要較厚的彈殼。
.357 SIG是專為半自動手槍設計，多數的.40 S&W手槍可以藉由更換槍管與複進簧（Recoil spring）而使用357 SIG，而兩種口徑可以共用彈匣。

## 彈藥尺寸
.357 SIG擁有1.27ml (19.5 格令) H2O彈殼容量。
.357 SIG使用有肩、縮口的瓶狀彈殼，彈頭直徑9.02mm（0.355英吋），彈殼長度21.97mm（0.865英吋），全備彈總長28.96mm（1.14英吋）。

## 彈道表現
.357 SIG的設計目標是將廣受歡迎的.357麥格農左輪手槍彈的火力與彈道表現放入一個外型與尺寸能被標準的中型半自動手槍接受的彈殼包裝內。
由於.357 SIG以較重的彈頭加上高膛壓來達到設計目標，以致後座力（recoil）噪音與槍口燄（muzzle flash）比9毫米魯格彈與.40 S&W都要高出許多。
.357 SIG的彈道平直，槍口初速亦較高。

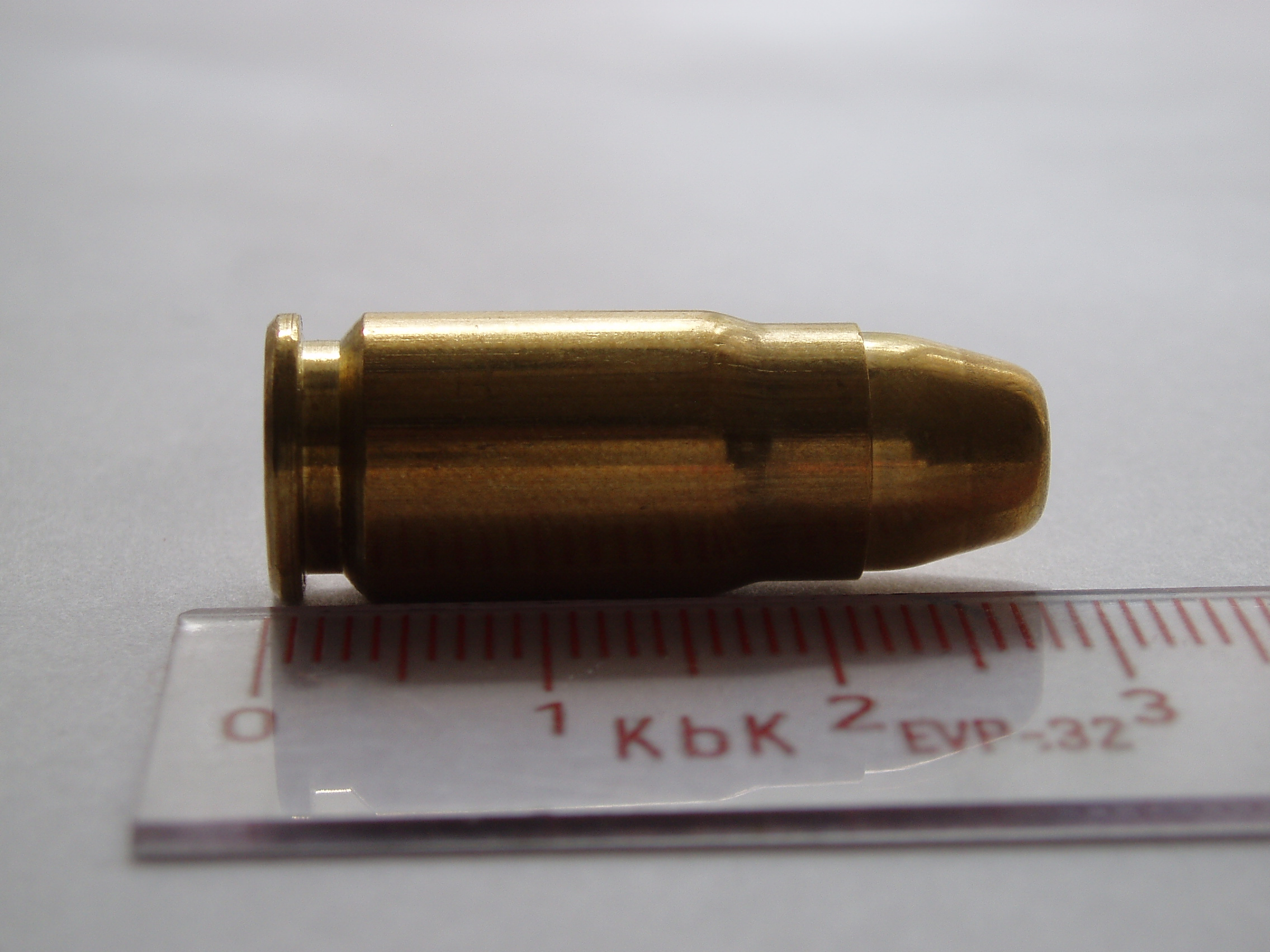
.357 SIG（FMJ彈頭）

## 相關資訊
- 手槍子彈列表
- 步槍子彈列表

## 外部連結
- Ballistics By The Inch .357Sig results（页面存档备份，存于）

Template:30Remington